# Maddalena penitente (Desiderio da Settignano)
La Maddalena penitente è una scultura lignea con tracce di policromia di Desiderio da Settignano, databile al 1455 e conservata nella chiesa di Santa Trinita a Firenze.

## Descrizione e stile
La scultura, alta a grandezza naturale, mostra Maria Maddalena, anziana, smagrita e vestita dei propri capelli, mentre tiene col braccio destro sollevato l'ampolla degli unguenti, tipico attributo. Il volto è piegato verso il basso, poiché la collocazione della statua, ancora nella sua nicchia originale, è rialzata al di sopra di un altare.
L'opera deriva dalla Maddalena penitente di Donatello (1453-1455), dalla quale riprende l'idea e alcuni particolari, ma se ne discosta evitando i toni troppo drammatici e patetici della scultura di Donatello, prediligendo una compostezza che incontrava maggiormente il gusto fiorentino dell'epoca. La posa è infatti dolcemente contrapposta, con il ginocchio sinistro piegato al quale corrispondono il braccio destro sollevato e la testa reclinata da quello stesso lato, mentre l'espressione è serena, nonostante i segni dell'età nel volto scavato. Le mani sono rugose e solcate dalle vene, la veste appiccicaticcia, ma in generale la figura non trasmette un senso di drammaticità e compassione come il lavoro donatelliano, assestandosi su un bilanciato equilibrio tra naturalismo, idealizzazione e virtuosismo tecnico.